# August Pedersen
August Baskår Pedersen (* 24. Juni 1994 in Notodden) ist ein norwegischer Handballspieler. Der 1,80 m große linke Außenspieler spielt seit 2025 für den deutschen Bundesligisten TSV Hannover-Burgdorf.

## Karriere

### Verein
August Pedersen stammt aus der Jugend von Haslum HK, für den er 2010 auch mit der Männermannschaft in der Eliteserien debütierte. Mit Haslum gewann der Linksaußen sowohl die Hauptrunde, in der er in fünf Einsätzen sieben Tore erzielte, als auch die Meisterrunde, in der er ohne Einsatz blieb. 2011 und 2012 gewann er mit Haslum den norwegischen Pokal. Auch in den Spielzeiten 2011/12 und 2013/14 ging man als Sieger der Hauptrunde in die Meisterrunde, konnte den Titel aber nicht gewinnen. Im Europapokal gab Pedersen sein Debüt am 6. September 2014 in der Qualifikation zur EHF Champions League gegen Beşiktaş Istanbul. Zudem nahm er am EHF-Pokal 2014/15 teil.
2016 wechselte Pedersen zum Ligarivalen ØIF Arendal, mit dem er am EHF-Pokal 2016/17 und 2017/18 teilnahm. 2018 folgte sein Wechsel ins Ausland zum dänischen Erstligisten Bjerringbro-Silkeborg, mit dem er 2020/21 Vizemeister wurde. Mit Bjerringbro-Silkeborg spielte der Flügelspieler in der EHF Champions League 2018/19, im EHF-Pokal 2019/20 und in der EHF European League 2020/21. In der Saison 2021/22 lief er wieder in seiner Heimat für Drammen HK auf, mit dem er am EHF European Cup 2021/22 teilnahm.
Zur Saison 2022/23 nahm ihn der deutsche Bundesligist SG Flensburg-Handewitt für zwei Jahre unter Vertrag. 2024 und 2025 gewann er mit der SG die EHF European League. Zur Saison 2025/26 wechselte er zur TSV Hannover-Burgdorf.

### Nationalmannschaft
Für die norwegische Jugendnationalmannschaft erzielte Pedersen in 35 Spielen 137 Treffer, für die Juniorenauswahl 171 Treffer in 37 Spielen. Am 26. April 2023 gab er sein Debüt für die norwegische A-Nationalmannschaft. Bei der Weltmeisterschaft 2025 warf er sieben Tore in sechs Spielen und erreichte mit der Auswahl den 10. Platz.